# Nicòloc
Nicòloc (en llatí Nicolochus, en grec antic Νικόλοχος "Nikólokhos") fou un navarc (almirall) espartà, nascut al segle v aC i mort després del 374 aC.
Antàlcides el va deixar a Efes com a vicealmirall l'any 388 aC mentre ell anava a la cort persa a negociar. Nicòloc va sortir d'Efes per anar en ajut de la ciutat d'Abidos contra els atenencs, i es va aturar a Ténedos on va obtenir diners dels habitants per la força i va saquejar l'illa. Els generals atenencs Ifícrates i Diòtim es van preparar per anar en ajut de l'illa però després es van assabentar que l'almirall espartà s'havia presentat a Abidos i es van dirigir allí i el van bloquejar. Mentre va tornar Antàlcides (387 aC) i de seguit va obligar els atenencs a aixecar el bloqueig i es va fer amb el domini de la mar.
El 375 aC va ser nomenat almirall i enviat contra Timoteu a la mar Jònica. Amb una força inferior a la dels atenencs va lliurar batalla prop d'Alízia a la costa d'Acarnània on va ser derrotat, però tot seguit va rebre el reforç de sis vaixells ambraciotes i de nou va desafiar a Timoteu, que de moment va refusar l'enfrontament, però que poc després, quan se li van unir setanta vaixells de Còrcira, va aconseguir el domini total de la mar, segons diu Xenofont.